# Stella al valore supremo
La Stella al valore supremo è un premio statale del Brunei.

## Storia
La medaglia è stata istituita nel 1972 per premiare il personale militare a prescindere dal grado per supremi atti di valore e dà diritto al post nominale PP.

## Insegne
- Il nastro è giallo con due sottili strisce rosse ai lati e con una fascia centrale verde e blu.